# Демидов, Олег Владимирович
Олег Владимирович Демидов (род. 7 сентября 1989, Москва, СССР) — российский поэт, критик и литературовед.

## Биография
В 2011 году окончил Филологический факультет МГПИ. В рамках обучения проходил музейную практику в Государственном музее-заповеднике С. А. Есенина в селе Константиново.
После окончания института работал продавцом в книжном магазине.
До 2014 году учился в аспирантуре МГПИ и МГПУ, но из-за слияния двух вузов кандидатскую диссертацию («Реконструкция творческого пути А. Б. Мариенгофа в социокультурном контексте эпохи») так и не защитил.
В 2020 году окончил с отличием магистратуру МГПУ по направлению «Педагогическое образование».
Преподавал русский язык и литературу в церковно-приходской школе «Ладонка» и Лицее НИУ ВШЭ.

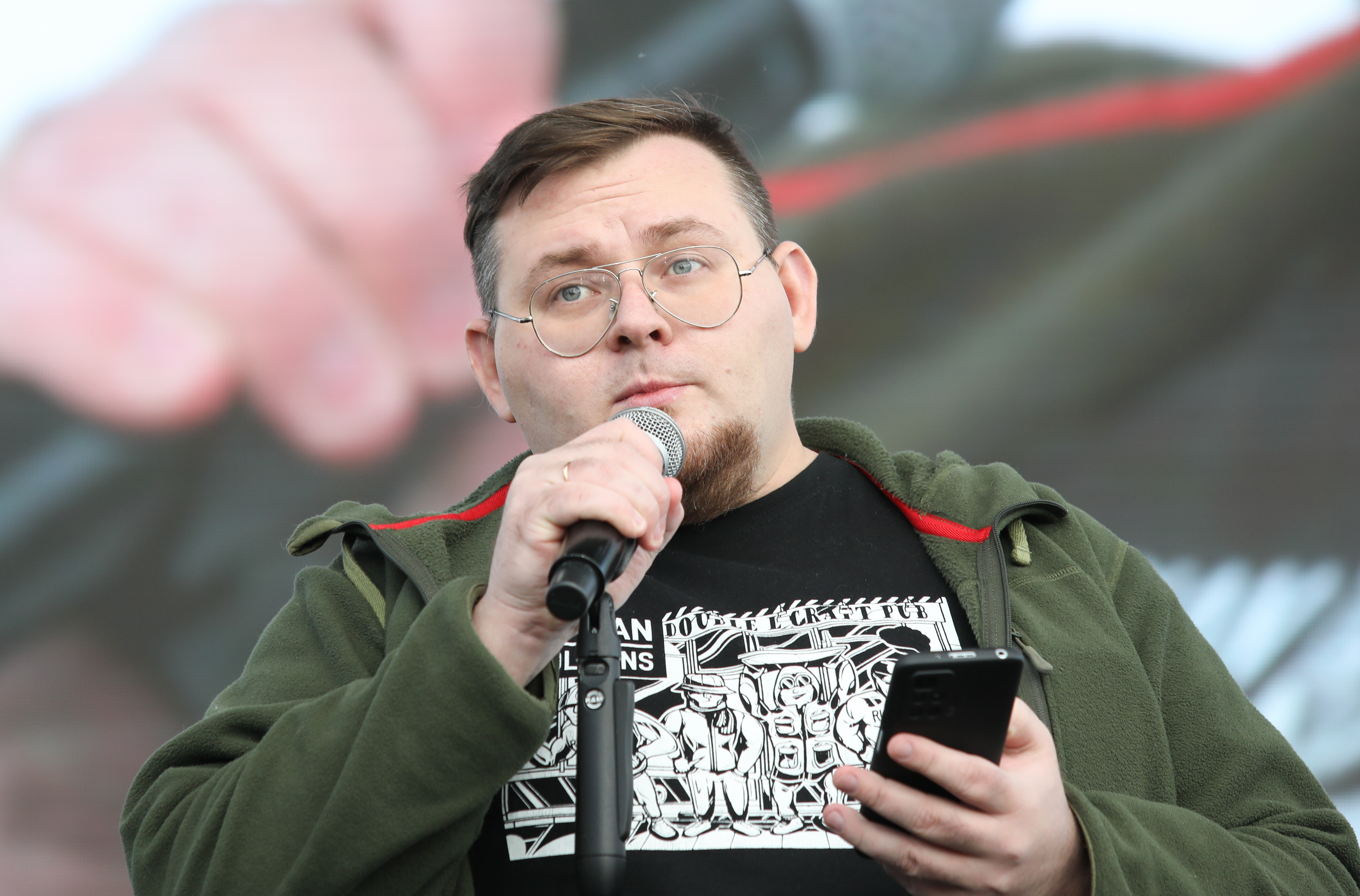
Олег Демидов на книжном фестивале «Красная площадь» — 2023

## Общественная позиция
В 2022 году подписал письмо в поддержку российского военного вторжения на Украину.
Вместе с Алексеем Колобродовым и Захаром Прилепиным составил антологию военной поэзии «Воскресшие на Третьей мировой», которая наряду с антологиями «Великий Блокпост» и «ПоэZия русского лета» породила такой феномен, как z-поэзия.

## Творчество
Печатался в журналах «Homo Legens», «Нижний Новгород», «Палимпсест», «Сибирские огни», «Волга», «Сура», «Перископ», «Юность», «Звезда», «Плавучий мост», «Октябрь» и «Новый мир», в «Учительской газете», «Литературной России», а также на порталах «Свободная пресса», «Ваши новости», «Кашин», «Перемены», «Сетевая словесность», «Rara Avis: открытая критика», «Лиterraтура», «Textura» и «Pechorin.net».
Несколько раз входил в большое жюри премии «Национальный бестселлер» и был номинатором.
Заведовал отделом поэзии на портале «Textura».
Вёл рубрику «Избранное» в журнале «Homo Legens».
Читал лекции по истории русской литературы в Российской государственной библиотеке, Библиотеке им. А. П. Чехова, Центральной районной библиотеке им. И. А. Бродского, Музее военной формы и т. д.
Осенью 2019 года в рамках сотрудничества с Домом-музеем Марины Цветаевой и компанией «Storytel» прочитал авторский курс лекций «Тайны, фейки и загадки русской литературы».
Курирует Литературную мастерскую Захара Прилепина, преподаёт в арт-кластере «Таврида», Литературной студии издательства «СТиХИ» и Литературной мастерской «Филатов-Феста» «Литмас».
Написал несколько песен для группы «Лампасы».

## Книжная серия «КПД»
1 января 2022 года была организована книжная серия «КПД» (Колобродов, Прилепин, Демидов), целью которой стало пробуждение интереса к забытым или недостаточно известным авторам и представить читателю современных поэтов и прозаиков. Книги серии выходят в нескольких издательствах («Русский Гулливер», «Питер», «Лира», «СТиХИ», «АСТ»), список которых может пополняться.
В рамках книжной серии «КПД» выпущены книги (список не полный):
- Игорь Караулов «Моя сторона истории» (СПб.: Питер, 2022).
- Александр Пелевин «Под музыку Вагнера» (СПб.: Лира, 2023).
- Алексей Остудин «На службе весны строевой» (СПб.: Лира, 2023).
- Олеся Николаева «Сложный глагол „Быть“» (СПб.: Лира, 2023).
- Мария Ватутина «Генеральская фамилия» (СПб.: Лира, 2023).
- Андрей Добрынин «Богомол» (СПб.: Лира, 2023).
- Сергей Есенин «Спаса кроткого печаль…» (избранная православная лирика) (СПб.: Лира, 2023).
- Анна Долгарева «За рекой Смородиной» (СПб.: Лира, 2023).
- Вадим Пеков «Бой был коротким, а потом…» (СПб.: Лира, 2023).
- Татьяна Коптелова «Разноденствие» (СПб.: Лира, 2023).
- Дмитрий Молдавский «Фантазии и выходки» (СПб.: Лира, 2023).
- «Воскресшие на Третьей мировой»: антология русской военной поэзии 2014—2022 годов. (СПб.: Питер, 2023).
- Альманах «Родня»: выпуски 1 и 2 (СПб.: Лира, Expoforum, 2023).
- Альманах «Родня»: выпуски 3 и 4 (СПб.: Лира, Expoforum, 2024)
- Тимофей Николайцев «Письма с края света» (М.: СТиХИ, 2024).
- Амир Сабиров «Рай осиновый» (СПб.: Лира, 2024).
- Ольга Погодина-Кузмина «Золото Умальты» (СПб.: Лира, 2024).
- Герман Садулаев «Никто не выVOZит эту жизнь» (СПб.: Лира, 2024).
- Сергей Беляк[англ.] «Четвёртая война» (СПб.: Лира, 2024).
- Валерия Троицкая «Донецкое море» (М.: АСТ, 2024).
- Алексей Волынец «Забытые войны России» (М.: АСТ, 2024).

## Отзывы

### Положительные
Игорь Караулов в предисловии к сборнику «Акафисты» пишет о Демидове: «… Его стихотворные опыты открыто, скандально филологичны, как будто бы он специально поставил такую задачу — написать книгу стихов „о поэте и поэзии“, причём без особого пиетета как к тому, так и к другому. Как Ницше философствовал молотом, так Демидов критикует стихами. Нет, это не систематическое изложение взглядов и оценок автора. Это скорее коллекция маргиналий, лёгких заметок на полях, напоминающих рисунки женских головок и ножек в пушкинских рукописях. То, что нельзя вставить в „серьёзное“ исследование или попросту невозможно вербализировать с помощью штатного литературоведческого аппарата. Только в наше время такие маргиналии не набрасываются гусиным пером на краю листа, а размещаются в социальных сетях, например, в Facebook. Количество литераторов разных эпох и направлений, упомянутое в „Акафистах“, не поддаётся разумному подсчёту. На протяжении трети текста я дошёл до пятидесяти и сбился, наткнувшись на свою фамилию. А есть ещё и те, о ком сказано намёками! А есть и живописцы! Целая толпа персонажей, которые что-то делают, как-то друг с другом взаимодействуют, соотносятся, как на картине старшего Брейгеля про фламандские пословицы».
Захар Прилепин в предисловии к книге «Первый денди Страны Советов» пишет: «Олег Демидов — главный по делу Мариенгофа. Из тонких предисловий к переизданиям Мариенгофа Демидов сделал огроменный том, дополнив известное и предполагаемое тысячью свидетельств и фактов. Я бы ему уже за эту книгу вручил погоны полковника — как (ис)следователю. Демидов работает тактично и неутомимо. Никому не навязывая своих (вполне конкретных) убеждений. Тем более не навязывая их персонажу. Снисходительный к человеческим слабостям и вместе с тем умеющий разглядеть и оценить души прекрасные порывы, — вот такой Демидов».
Валерий Шубинский в статье «4 биографические книги 2019 года» отмечает: «Здесь все очень кстати: яркий (и сам по себе, и благодаря кругу общения) герой, верный (то есть спокойный) тон, хороший (то есть без пошлых изысков и беллетризации) слог и, наконец, интересный авторский ход: основное повествование перебивается вставками, дающими „контекст“ („Слухи, факты и большая литература“). Несомненное достоинство книги — внимательный разбор не только тех произведений Мариенгофа, которые представляют очевидный художественный интерес („Циники“, „Роман без вранья“, имажинистские стихи и пьесы), но и его поздней халтурной драматургии».
Владислав Толстов в обзоре «Читатель Толстов: советская экономика, застолье с Чеховым и культурная история китов» обращает внимание на книгу «Нормальный, как яблоко. Биография Леонида Губанова»: «Книга Демидова — не столько биография поэта, жизнеописание творческого пути, сколько широкая панорама литературной и окололитературный жизни в Советском Союзе 60-70-х годов. Существовала официальная советская литература, история которой достаточно подробно изучена. Но параллельно с ней существовала литература подпольная, непризнанная, неофициальная, полузапрещенная. Сегодня этой загнанной в подполье литературой, поэзией, словесностью стали интересоваться исследователи, и книга Олега Демидова, пожалуй, один из лучших опытов такого скрупулезного, тщательного, внимательного к каждой детали изучения времени, отстоящем от нас более чем на полвека. Что меня особенно поразило (и порадовало) — это та кропотливая работа исследователя, которая ощущается в каждом эпизоде этой книги. Олег разыскал множество интервью, каких-то самопальных поэтических сборников, где опубликованы неизвестные стихи Губанова, он (это вообще звучит невероятно) за собственные деньги выкупал автографы губановских стихов и рисунков на аукционах, он разговорил людей, которые были причастны к СМОГу, и много чего интересного рассказали. Леонид Губанов ушел в 1983 году, но даже тогда смог предсказать многое из того, что случится в нашей стране впоследствии. И книга Олега Демидова — может быть, лучшая дань памяти, которую получил поэт, непризнанный при жизни, но, несомненно, достойный признания сегодня».

### Отрицательные
Анна Голубкова в журнале «Волга» разбирала книги проекта «Внезапно стихи» и обратила внимание на книгу «Белендрясы» Демидова: «Дебютный сборник молодого московского поэта Олега Демидова называется „Белендрясы“, что означает шутки и весёлые россказни. В общем-то, такое название почти полностью исчерпывает содержание книги, разве что в какие-то моменты поэт по интонации и глубине обобщения приближается к неподражаемому Козьме Пруткову. По книге заметно, что её автор ещё находится в поиске своей поэтической манеры, и потому пытается писать совершенно по-разному. Тем не менее нужно отметить, что эта книжка получилась по-настоящему весёлой, а это у молодых поэтов, неизбежно тяготеющих к пафосу и вселенской серьёзности, встречается не так уж часто…»
Денис Ларионов в журнале «Воздух» писал: «Если сделать допущение об осмысленности намерений Олега Демидова, то можно сказать, что автор стремится максимально лаконично и иронично описать те стороны (современной) жизни, что не попадают в поле зрения более титулованных поэтов, ровесников Демидова. Собственно, это разделение для него принципиально — все такие большие и серьёзные, а я на мир взираю из-под столика (как писал другой поэт по другому поводу). Но этот тип литературного поведения уже не получится использовать на голубом глазу: ввиду изменившегося контекста, ввиду начётнического отношения к образцам (среди которых Пригов, прочитанный как перестроечный иронист: подобное прочтение классика стало моветоном ещё в первой половине позапрошлого десятилетия), ввиду отсутствия какого бы то ни было, прошу прощения, поэтического драйва. Да и публикация в серии, инспирированной известным петербургским литературтрегером, автоматически устраняет „контркультурность“ Демидова, ставит его в один ряд с теми, от кого он „бежит“ (конечно, книга Демидова не выдерживает такого соседства)».

## Интервью
- Разговор с Сергеем Шаргуновым в передаче «Открытая книга»
- Разговор с Вячеславом Коноваловым. // Вечерняя смена. Радио Россия. 03.02.2020.
- Разговор с Вячеславом Коноваловым. // Культбригада. Радио Медиаметрикс. 04.02.2019.
- Интервью нижегородскому телеканалу «Время N»
- «Поэты Серебряного века обожали эпатировать публику»: интервью Дарье Ефремовой. // Газета «Культура». 16.01.2019.
- «Специализация — мариенгофовед»: интервью Татьяне Мажаровой. // Пенза-Online. 06.07.2018.
- «Анатолий Мариенгоф не понимал, зачем писать, если это не будет издано немедленно»: интервью Елене Сафроновой. // Ревизор.ру. 10.02. 2020.
- «Как стать биографом»: интервью Юлии Гайнановой.
- «Поэтический концерт: „неформатные“ стихи Олега Демидова» // Радио «Русский мир».
- «Расшифрованный Мариенгоф»: интервью Дмитрию Ларионову. // Литературная Россия. 2013. № 47. 23.02.2015.

## Книги
Поэтические сборники
- «Белендрясы» (СПб.: Своё издательство, 2013).
- «Акафисты» (М.: Homo Legens, 2018).
- «Арутаретил» (М.: СТиХИ, 2021).

Биографии
- «Анатолий Мариенгоф: первый денди Страны Советов» (М.: Редакция Елены Шубиной, 2019).
- «Нормальный, как яблоко. Биография Леонида Губанова» (М.: АСТ, 2025). — «КПД».

Составитель
- Анатолий Мариенгоф «Собрание сочинений» в 3 томах (4 книгах)" (М.: Книжный клуб Книговек, Терра, 2013).
- Иван Грузинов «Собрание сочинений» (М.: Водолей, 2016).
- Анатолий Мариенгоф «Циники: роман, стихи» (М.: Книжный клуб Книговек, Терра, 2016).
- Эдуард Лимонов «Полное собрание стихотворений и поэм» в 4 томах (СПб.: Питер, 2022—2024). — «КПД».
- Иван Приблудный «Всё написанное» (М.: Русский Гулливер, 2022). — «КПД».
- «Дорога на Светлояр»: стихи, рассказы. М., 2022.
- «Воскресшие на Третьей мировой»: антология русской военной поэзии 2014—2022 годов. (СПб.: Питер, 2023). — «КПД».
- Алексей Ивакин «Се плоть моя… Се кровь моя. Одесские рассказы и не только» (СПб.: Питер, 2024).
- «Мастерская „Арзамас“» (СПб.: Лира, 2024). — «КПД».
- «Мастерская „Забайкалье“» (СПб.: Лира, 2024). — «КПД».
- «Искусство настоящего времени. 2022-2025. Специальное издание» (М.: Таврида.Арт, 2025).

Коллективные сборники
- Демидов О. В. Джигит, гусар, афырхаца. [Жизнеописание Александра Бардодыма]. // Уйти. Остаться. Жить. Том I. М.: ЛитГОСТ, 2016.
- Демидов О. В. Ветер, забери меня отсюда [Жизнеописание Руслана Галимова]. // Уйти. Остаться. Жить. Том II (часть 2). М.: ЛитГОСТ, 2019.
- Демидов О. В. Самое главное. // Настоящее время. Поэзия. М.: Воймега, 2019.
- Демидов О. В. Как мы Битова на вокзал провожали. // Портрет поздней империи. М.: АСТ, 2020.

## Награды
- Победитель V фестиваля университетской поэзии в РГГУ (2012).
- Дипломант международной литературной премии им. Н. В. Гоголя в номинации «Портрет» (2019).
- Дипломант премии «Книга года» за антологию русской военной поэзии «Воскресшие на Третьей мировой» (2023).
- Специальный диплом премии «Книга года» за поэтическую серию «КПД» издательства «Лира» («Питер») (2024).
- Победитель премии «Книга года» за книгу «Жизнь за други своя», созданную книжной серией «КПД» совместно с фондом «Защитники Отечества» (2024).
- Длинный список премии «Большая книга» (2025) с книгой «Нормальный, как яблоко. Биография Леонида Губанова».